# Niclas Elving
Niclas Elving, folkbokförd Jan Niclas Elfving, född 6 februari 1986 i Lerum, är en svensk fotbollsspelare som spelar för Skepplanda BTK.

## Karriär
Elvings moderklubb är Nol IK. Därefter var det spel i Ahlafors IF, vilka han inför säsongen 2006 lämnade för Gunnilse IS. Mellan 2006 och 2009 spelade han för Gunnilse i Division 2 Västra Götaland. Han värvades 2009 av Örgryte IS, för vilka han gjorde ett inhopp i Allsvenskan 2009. Han gjorde även ett inhopp för klubben i Superettan 2010, men råkade ut för ett benbrott som förstörde resten av säsongen.
Den 17 augusti 2011 återvände Elving till Ahlafors IF, vilka han skrev kontrakt säsongen ut med. Han debuterade för klubben samma dag i en match mot IFK Trollhättan som slutade med en 6–2-vinst. Elving byttes in i halvlek och hann med att göra ett mål och två assist.
Inför säsongen 2012 gick han till Gunnilse IS, en klubb han tidigare spelat för, tillsammans med Jihad Nashabat. Gunnilse spelade i division 2, men blev under 2012 nedflyttade till division 3 och Elving återvände efter en säsong till Ahlafors.
I november 2013 åkte Elving till Nicaragua där han under tre månader skulle skriva sin slutuppsats för turismutbildningen på Göteborgs Universitet. För att hålla sig i form började han träna med CD Walter Ferreti. Efter en testmatch blev klubbens tränare imponerad och Elving erbjöds ett kontrakt. I början av januari 2014 skrev han på kontraktet som sträckte sig fram till maj då säsongen tog slut. Därefter återvände han till Ahlafors IF. Efter säsongen 2014 lämnade han dock klubben.
Säsongen 2015 återvände Elving till Nol IK. Säsongen 2016 återvände han till Ahlafors IF. Inför säsongen 2018 gick Elving återigen till Nol IK. Inför säsongen 2020 återvände han till Ahlafors IF. I mars 2022 gick Elving till division 4-klubben Skepplanda BTK. Han gjorde ett mål på 16 matcher 2022. Följande år gjorde Elving fyra mål på 18 matcher och hjälpte klubben att bli uppflyttade till division 3.